# Kathrine Thorborg Johansen
Kathrine Thorborg Johansen, född 1989, är en norsk skådespelare.
Johansen har bland annat medverkat i TV-serien Makten där hon spelar Gro Harlem Brundtland. Hon har även medverkat i filmerna Børning 3 och De förbannade åren 2.

## Filmografi (i urval)
- 2020 – Börning 3
- 2022 – De förbannade åren 2
- 2023 – Makten (TV-serie)